# Cucunubá
Cucunubá là một khu tự quản thuộc tỉnh Cundinamarca, Colombia. Thủ phủ của khu tự quản Cucunubá đóng tại Cucunubá Khu tự quản Cucunubá có diện tích ki lô mét vuông. Đến thời điểm ngày 28 tháng 5 năm 2005, khu tự quản Cucunubá có dân số 7719 người.